# Дол (Брач)
Дол је насељено место у саставу општине Постира, на острву Брачу, Сплитско-далматинска жупанија, Република Хрватска.

## Географски положај
Село је смештено на северној обали острва Брача, у врху плодне долине која се протеже од мора у Постири и рачва се испред Дола на два крака: према југоистоку Привидоли и југозападу Задубја, Котолци. На месту рачвања, тридесетак метара испод земље налазе се подземна слатководна језера. Налази се на надморској висини од 100 до 130 метара. 3 км јужно од општинског средишта, са којим је повезано локалним путем.
Становништво живи од пољопривреде: маслине, виногради, мандарине. Неколицина становника ради у разним брачким фирмама, а неколико породица се бави сточарством.
Деца похађају основну школу и дечји вртић у 3 км удаљеном општинском средишту Постири. Превозе се аутобусима брачког ауто-превозника "Аутотранс-Брач".

## Историја
До територијалне реорганизације у Хрватској налазио се у саставу старе општине Брач.

## Становништво
На попису становништва 2011. године, Дол је имао 130 становника.
| Број становника по пописима | Број становника по пописима | Број становника по пописима | Број становника по пописима | Број становника по пописима | Број становника по пописима | Број становника по пописима | Број становника по пописима | Број становника по пописима | Број становника по пописима | Број становника по пописима | Број становника по пописима | Број становника по пописима | Број становника по пописима | Број становника по пописима | Број становника по пописима |
| --------------------------- | --------------------------- | --------------------------- | --------------------------- | --------------------------- | --------------------------- | --------------------------- | --------------------------- | --------------------------- | --------------------------- | --------------------------- | --------------------------- | --------------------------- | --------------------------- | --------------------------- | --------------------------- |
| 1857                        | 1869                        | 1880                        | 1890                        | 1900                        | 1910                        | 1921                        | 1931                        | 1948                        | 1953                        | 1961                        | 1971                        | 1981                        | 1991                        | 2001                        | 2011                        |
| 478                         | 586                         | 670                         | 686                         | 718                         | 715                         | 0                           | 457                         | 435                         | 443                         | 428                         | 330                         | 227                         | 208                         | 178                         | 130                         |

Напомена: У 1921. подаци су садржани у насељу Постира.

### Попис1991.
На попису становништва 1991. године, насељено место Дол је имало 208 становника, следећег националног састава:
| Попис 1991.‍ | Попис 1991.‍ | Попис 1991.‍ | Попис 1991.‍ | Попис 1991.‍ |
| ----------- | ----------- | ----------- | ----------- | ----------- |
|             |             |             |             |             |
| Хрвати      | Хрвати      |             | 200         | 96,15%      |
| Југословени | Југословени |             | 4           | 1,92%       |
| Словенци    | Словенци    |             | 3           | 1,44%       |
| Срби        | Срби        |             | 1           | 0,48%       |
| укупно: 208 |             |             |             |             |

## Знаменитости
- Црквица "Св. Петра" из XIV века која има најстарија звона на Брачу.
- Црквица "Св. Миховила" из XI века. Улаз је направљен од староримског саркофага, a унутрашњост је украшена сликама. Црквица је некад имала и куполу, али због опасности од рушења и чињенице да ју је више пута ударио гром, купола је морала да се сруши, али је данас обновљена. Око црквице се налази више старих гробова.